# Die Heimkehr des Verbannten
Die Heimkehr des Verbannten ist eine Oper in drei Akten von Otto Nicolai auf ein (weitgehend aus dem Italienischen nachgedichtetes) deutschsprachiges Libretto von Siegfried Kapper.

## Handlung
Die Handlung spielt in England im Jahre 1461 zur Zeit der Rosenkriege. Lord Artur, der Graf von Norton, war vor vielen Jahren gezwungen gewesen, seine Heimat zu verlassen. Im Glauben ihr Mann sei gestorben, verlobte sich Leonore mit dem Grafen Edmund. Einen Tag vor der Hochzeit kehrt Arthur jedoch wieder heim. Schließlich ist Edmund bereit, auf Leonore zu verzichten und setzt beim König die Begnadigung seines Rivalen durch. Leonore, unfähig sich für einen der beiden Männer zu entscheiden, wählt den Freitod.

## Werkgeschichte
Die Heimkehr des Verbannten basiert auf Nicolais 1841 entstandener Oper Il proscritto auf ein Libretto von Gaetano Rossi, die am 13. März 1841 in der Scala in Mailand uraufgeführt wurde. Für Wien arbeitete der Komponist die Oper 1843 gemeinsam mit Siegfried Kapper nahezu vollständig um. Die Uraufführung der überarbeiteten deutschen Version erfolgte im Wiener Theater am Kärntnertor am 3. Februar 1844. Für eine geplante Aufführung in Berlin nahm Nicolai 1848 weitere Änderungen vor, so dass bei der postumen Berliner Premiere gerade noch etwa 15 % jener Musik erklang, die 1841 in Mailand gespielt wurde. Hector Berlioz, der die Wiener Fassung gehört hatte, attestierte Nicolai, dass „… ce fut dans l’opéra de Nicolai ‚Le proscrit‘, dont le dernier acte, admirable sous tous les rapports, place à mon avis Nicolai très-haut parmi les compositeurs“. Eduard Hanslick hingegen warf Nicolai in seiner Kritik von 1856 geradezu vor, sein Talent mit der Komposition italienischer Opern verschwendet zu haben.
Die Oper basiert auf dem fünfaktigen Drama Le proscrit des französischen Schriftstellers Frédéric Soulié (1800–1849), der zu Lebzeiten mit Victor Hugo in einem Atemzug genannt wurde, und das am 7. November 1839 in Paris seine Uraufführung erlebt hatte. Die Handlung spielt dort im Jahre 1817 in der Nähe von Grenoble, bezieht sich mithin auf die Anfänge der Restaurationszeit nach Napoleons Niederlage und Verbannung. Da diese Ereignisse in Mailand 1841 noch in zeitlicher und räumlicher Nähe lagen, hat Rossi, um der Zensur keine Handhabe für Eingriffe zu geben, die Handlung ins mittelalterliche England verlegt. Die Berliner Fassung spielt dann in der Zeit nach Oliver Cromwell.
Der Wiederaufführung 2011 am Opernhaus Chemnitz lag die Wiener Fassung zu Grunde. Die Chemnitzer Aufführung hat die Handlung in die Gegenwart verlegt, was ohne weiteres möglich ist, da die Musik keinerlei Bezug auf die Handlungsepoche nimmt. Tatsächlich bildet (irgendein) beendeter Bürgerkrieg nur den Ausgangspunkt für das Psychodrama, das in der Opernhandlung ausgeführt wird. Darin liegt denn auch die Modernität der Oper begründet, die – trotz des romantisierenden Titels – fern von aller deutschen Mittelalterromantik ist.
Die von Michael Wittmann edierte Erstausgabe des Werkes enthält beide Fassungen.